# Ylang-ylang
Cananga odorata
Espèce
Classification phylogénétique
L’ylang-ylang  (Cananga odorata) est une espèce de plantes à fleurs de la famille des Annonacées. C'est un arbre originaire d'Asie du Sud-Est. On le cultive pour ses fleurs dont on extrait par distillation une huile essentielle très utilisée en parfumerie.
Le terme de Cananga vient du nom indonésien et javanais de l'arbre, kenanga. Le nom vernaculaire Ylang-ylang vient du nom de l'arbre en tagalog (langue des Philippines), et signifie « la fleur des fleurs ».

## Description
John Ray s'intéresse à cet arbre dès 1650 et collecte les premières informations sur cet arbre qu'il nomme : Arbor Saguisen,.
L’ylang-ylang est un arbre, au feuillage persistant, taillé à 2–3 m de haut en culture mais pouvant atteindre 25–30 m dans son milieu naturel d’origine. Il possède une couronne largement étalée. Sa croissance est très rapide les premières années puisqu’elle peut atteindre les 2 à 5 mètres par an.

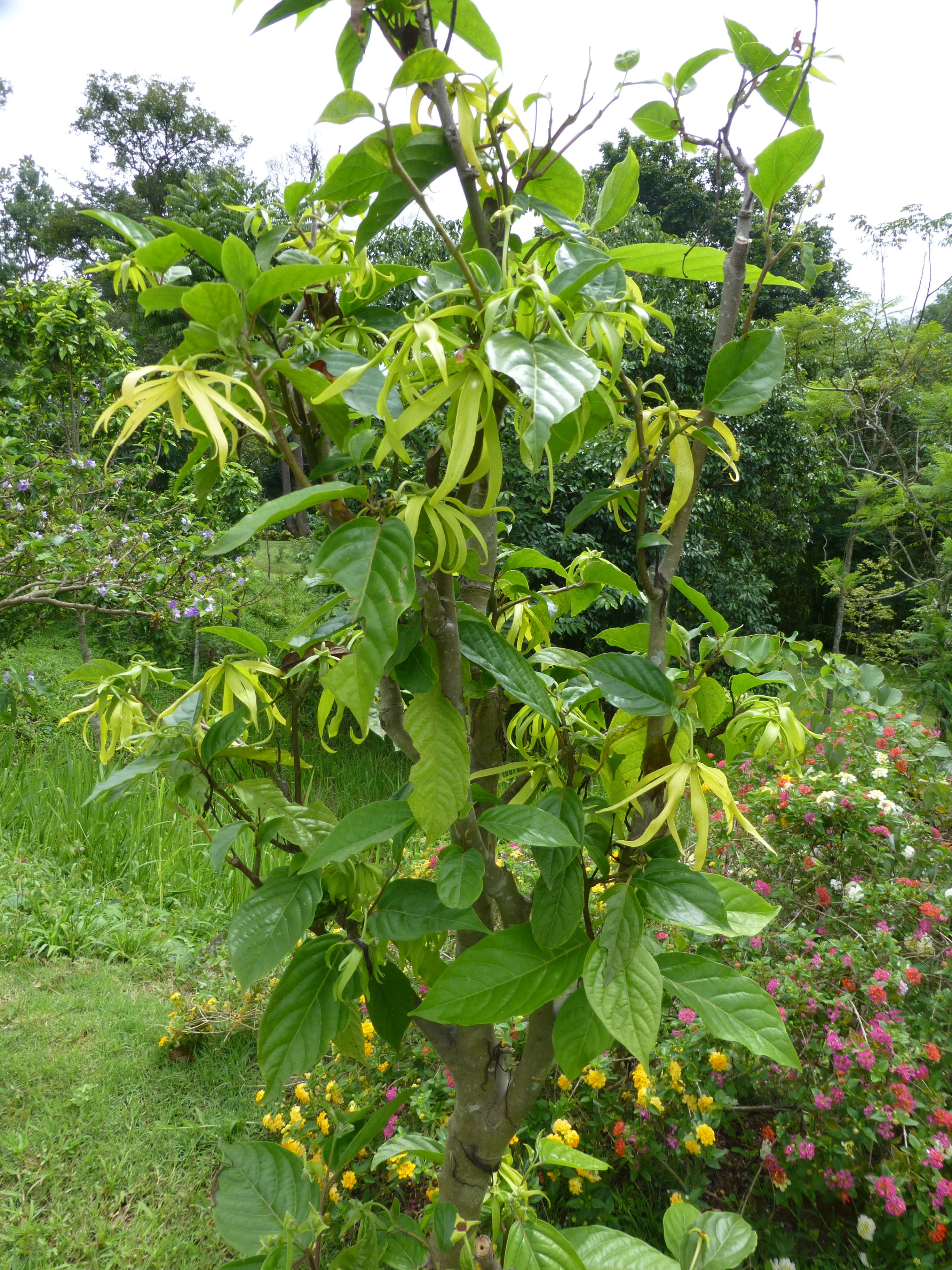
Ylang-ylang, Jardin botanique de la reine Sirikit, Thaïlande

Les feuilles alternes, entières, coriaces, de 8-20 × 4–8 cm, d’un vert vif à la face supérieure, sont disposées très régulièrement le long des rameaux, en général dans le même plan. Les nervures sont très marquées.
Les fleurs axillaires, solitaires ou en grappes, portées par un pédoncule de 2,5–5 cm, sont composées d’un calice à trois lobes de 6 mm réfléchis, de six longs pétales en lanières, pendants, disposés sur deux cercles et de nombreuses étamines disposées en spirale ainsi que de nombreux carpelles libres. Les pétales dégagent une odeur pénétrante, épicée rappelant les œillets, les narcisses et le jasmin. Les pétales d’abord blancs, prennent ensuite une teinte verdâtre puis virent au jaune tandis que leur base se colore en rouge. La floraison s’étale sur toute l’année mais elle est plus abondante durant la période chaude et humide.
Les fruits, de 25 mm de long, sont formés par une juxtaposition de plusieurs méricarpes, pendants, ovoïdes, verdâtres puis noirâtres à maturité, dans lesquels les baies individuelles, soudées sur un axe floral forment une masse charnue. Ils renferment 6 à 12 graines aplaties, brun pâle.

## Écologie
L’ylang-ylang est originaire des zones tropicales humides d’Inde, Indonésie, Malaisie, Philippines. Il croît dans les forêts humides à forte pluviosité, au bord des chemins, dans les jachères et dans les systèmes agroforestiers.
Il a été introduit dans pratiquement toutes les îles tropicales du Pacifique (Polynésie, Mélanésie, États fédérés de Micronésie, Nouvelle-Calédonie, Hawaï…) au nord de l’Australie, en Thaïlande, au Vietnam, dans l’océan Indien (Madagascar, Comores, Mayotte, La Réunion, Maurice), dans les Caraïbes au Costa Rica, en France métropolitaine.

## Galerie

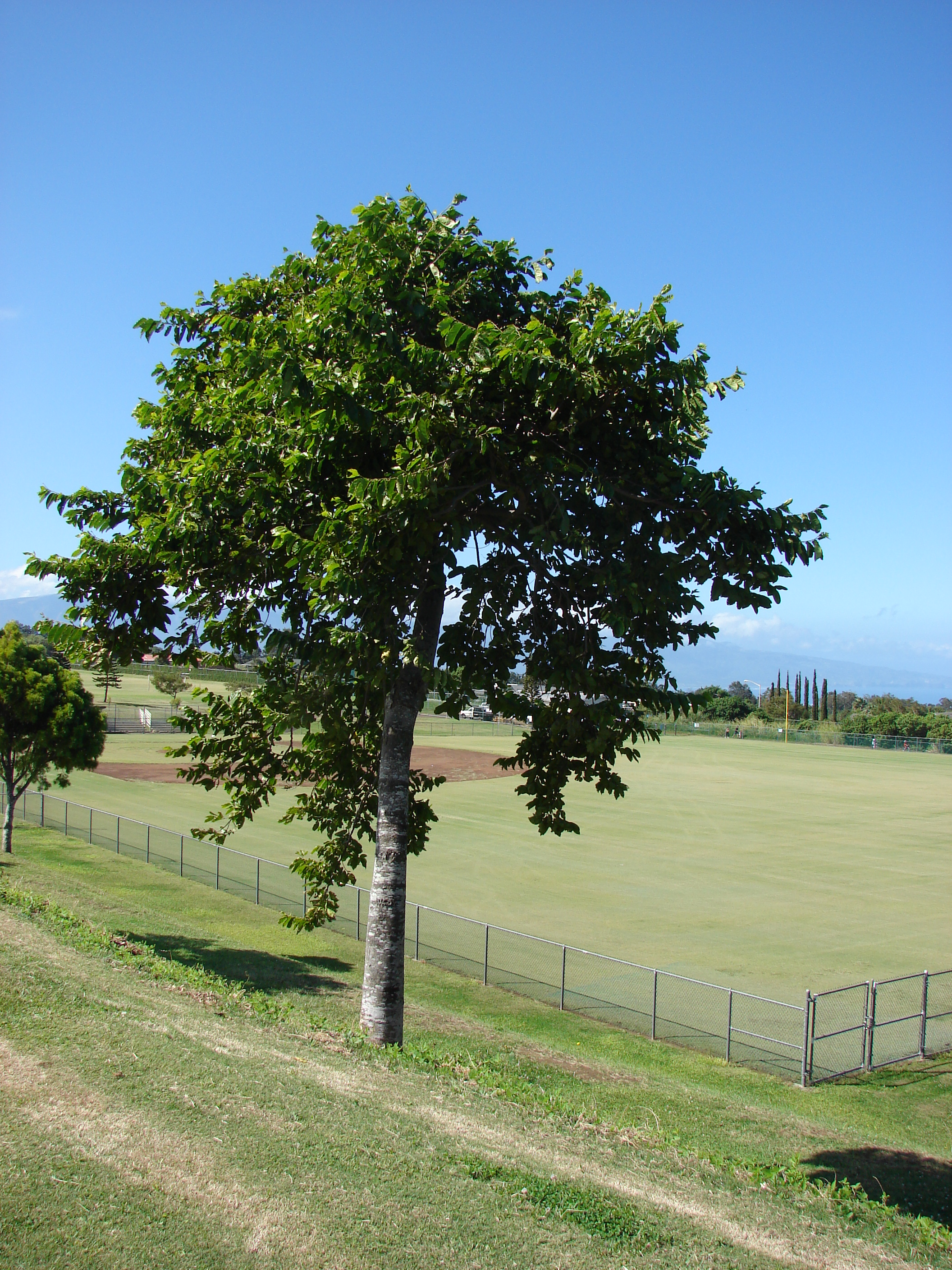
Arbre.
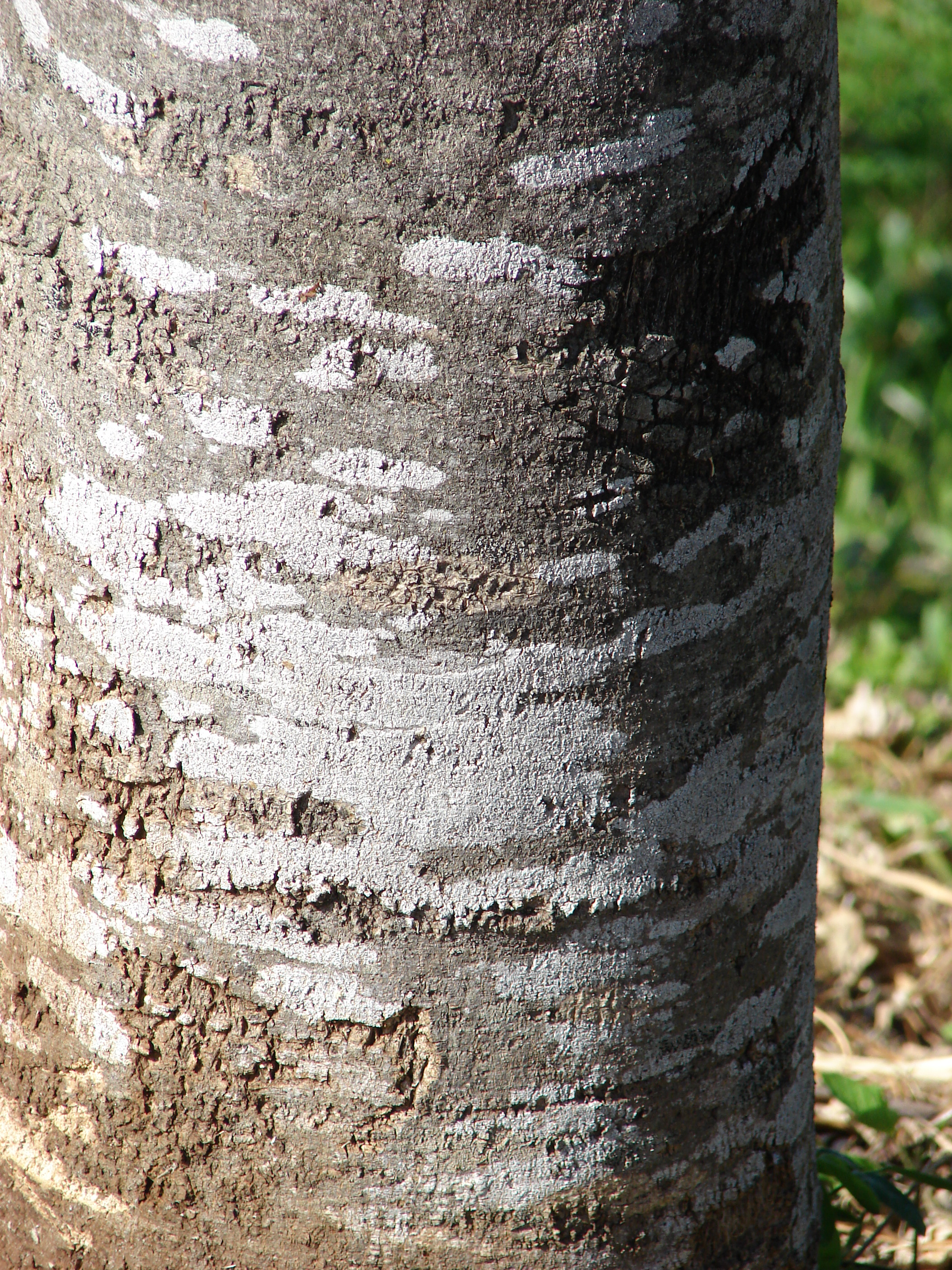
Écorce.
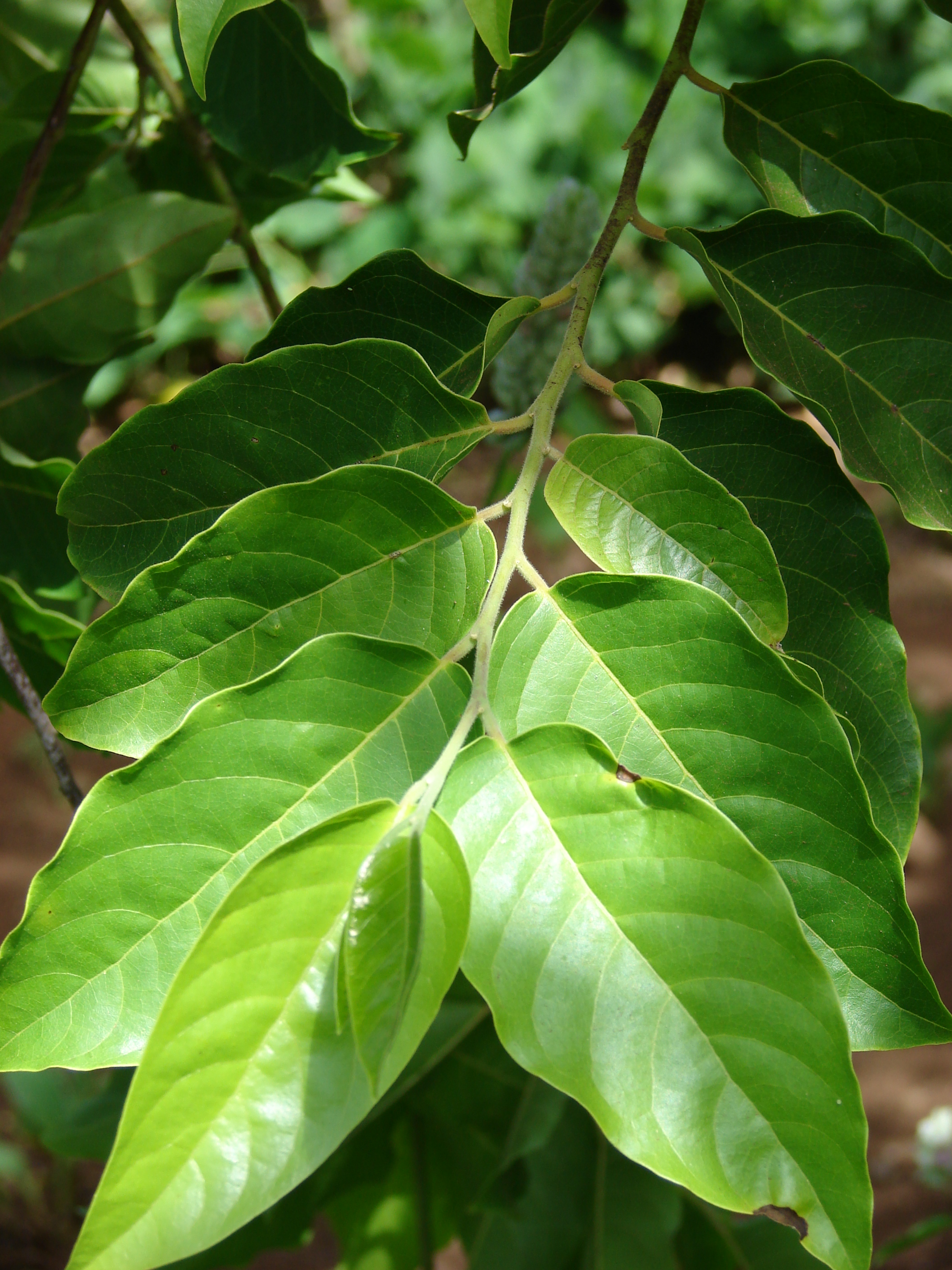
Feuilles.
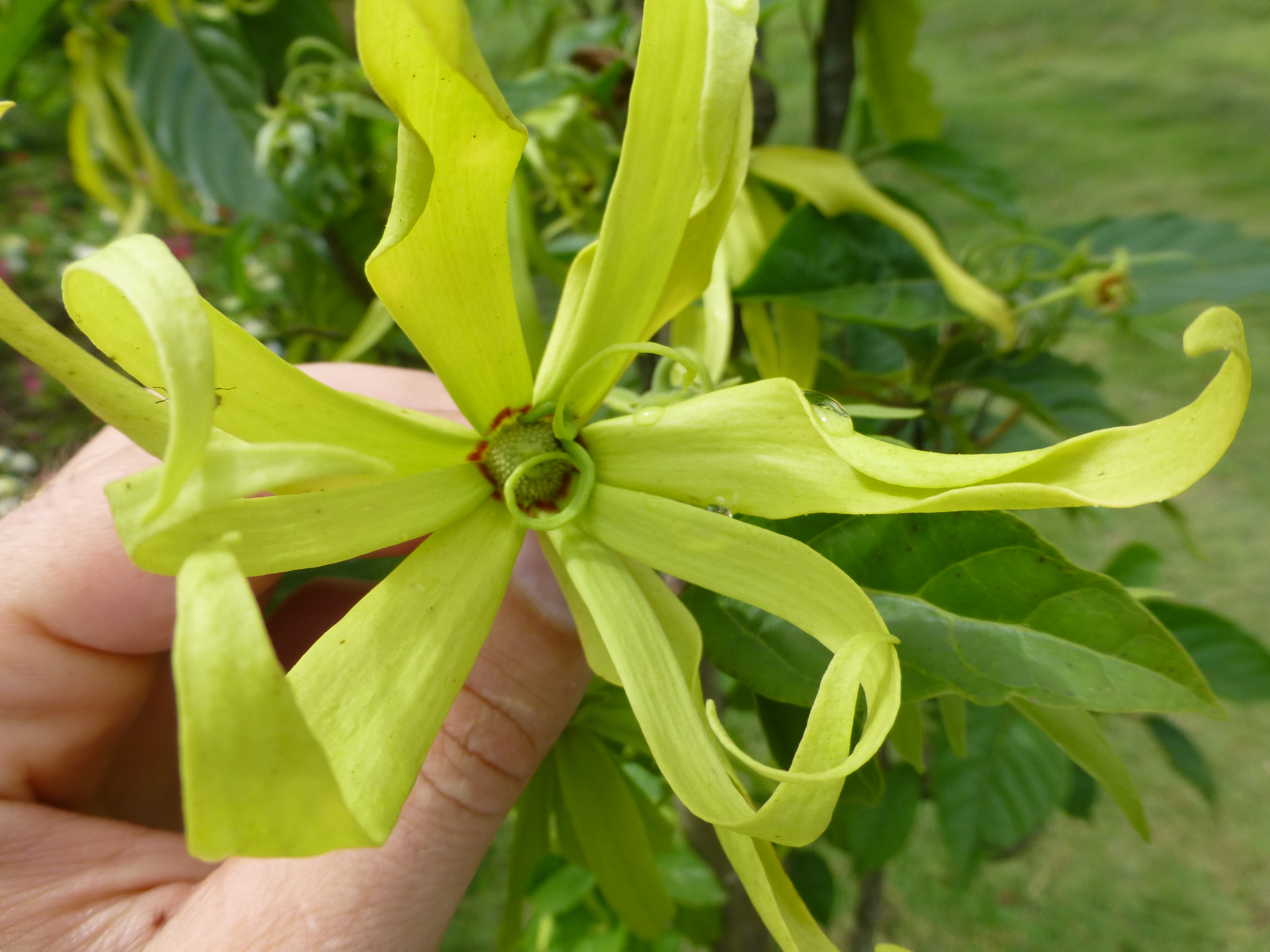
Fleur

## Historique

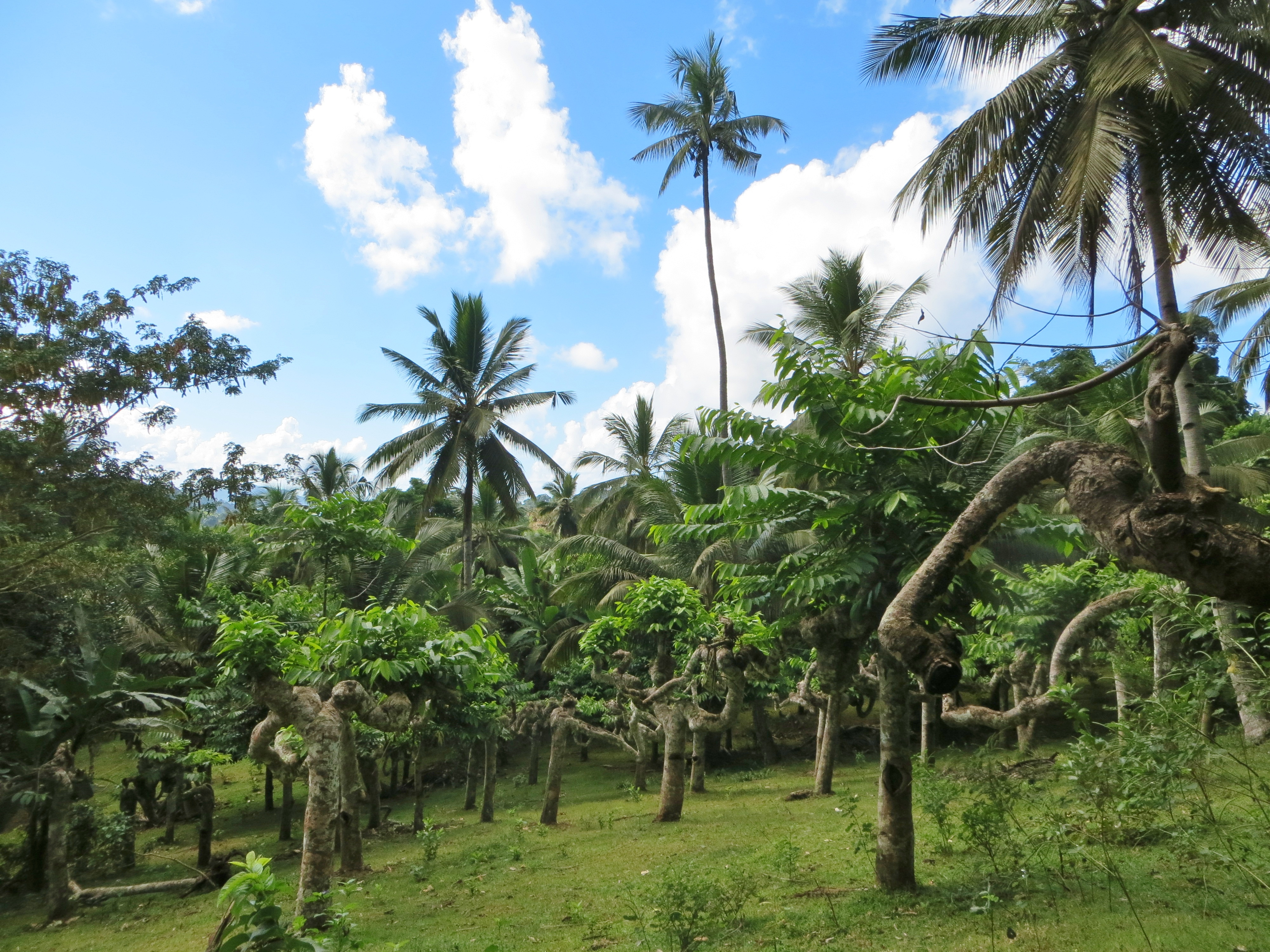
Champ d'ylang-ylang à moitié abandonné, à Mayotte.

- Production d’huile essentielle d’ylang-ylang

La distillation des fleurs d’ylang-ylang a été lancée à Manille aux Philippines vers 1860, par un marin du nom d'Albert Schwenger qui, séduit par l’odeur des fleurs, aurait parcouru la campagne avec un alambic pour récolter et distiller de petites quantités de fleurs. Peu de temps après, la culture de l'ylang-ylang sera entreprise à grande échelle par les planteurs des possessions françaises de l’océan Indien pour le compte des parfumeurs français. En 1909, on rapporte qu’il y avait 200 000 arbres à ylang-ylang cultivés à la Réunion mais leur culture fut ensuite abandonnée en raison de la fréquence des cyclones tropicaux. Une production commerciale à grande échelle s’est par la suite développée à Nosy-Bé (Madagascar) et dans les îles des Comores.

## Producteurs
Sachant que chaque arbre peut produire 3  à   4 kg de fleurs par récolte, la production se fait pour l’essentiel dans les îles occidentales du sud de l'océan Indien.
Avec 50 à 70 tonnes d’essence, les Comores (principalement à Anjouan) détiennent le rang de premier producteur mondial. Madagascar se situe dans une fourchette de 15 à 20 tonnes par an suivie par la production de 7 tonnes annuelles de Mayotte, département français d'outre-mer. Les Philippines et Maurice ont une production anecdotique de l’ordre de 100 et 10 kg respectivement (données relatées en 2006).
L'ylang-ylang a longtemps constitué la principale culture de rente de Mayotte, dont il représentait jusqu'à 84 % du total des exportations. Celles-ci se sont élevées à environ 14,3 tonnes d’essence en 1997 sur une production mondiale de 100 tonnes d’essence. La production d’ylang-ylang était réalisée par 380 producteurs sur une superficie de 500 hectares environ (204 000 pieds), mais a drastiquement chuté à la suite de la départementalisation de l'île en mars 2011. En effet, l'alignement de Mayotte sur le droit du travail français a fait fuir les principaux exploitants (comme Guerlain) vers les pays voisins (Comores ou Madagascar), où la main-d’œuvre est moins chère. Un plan de restructuration et d'optimisation de la filière appuyé par des fonds publics se met en place à Mayotte depuis 2016.

## Distillation et analyse
La distillation de la fleur fraîche d'ylang-ylang se fait à l’eau dans des alambics qui permettent d'extraire une huile essentielle en plusieurs fractions. La distillation dure de 12 à 20 heures, les meilleures fractions étant recueillies dans les deux premières heures. Le distillateur rajoute des fleurs au fur et à mesure de la chauffe, toutes les trois heures environ. Le produit des différentes distillations se distingue suivant la densité de l'essence : Extra S, Extra, Première, Deuxième et Troisième. Les fractions Extra supérieure et Extra normale ainsi que la Première sont destinées à la parfumerie de luxe, les Deuxième et Troisième étant destinées aux cosmétiques, aux savons et aux détergents. Il faut compter environ 100 kg de fleurs pour faire 2 kg d'essence.
Cette huile essentielle est un liquide jaune, d'odeur suave, formé de sesquiterpènes, d'alcools, d'esters, de phénols et d'aldéhydes. Elle contient pour un tiers du benzoate de méthyle, un liquide à odeur puissante, aux arômes d'œillet, et que l'on retrouve sans surprise aussi dans les huiles extraites de cette dernière fleur.
| Composition chimique de la fraction seconde d’huile d’Ylang-ylang d'après Hongratanaworakit 2004 |       |
| Constituants                                                                                     | %     |
| Benzoate de méthyle                                                                              | 34,00 |
| 4-méthylanisole                                                                                  | 19,82 |
| Benzoate de benzyle                                                                              | 18,97 |
| isocaryophyllène                                                                                 | 9,28  |
| Germacrène D                                                                                     | 8,15  |
| α-farnésène                                                                                      | 2,73  |
| Acétate de linalyle                                                                              | 2,11  |
| α-caryophyllène                                                                                  | 2,04  |

L'essence d'ylang-ylang, encore appelée huile de Cananga, dégage un parfum tout à la fois floral, épicé, exotique, puissant, camphré, médicamenteux et légèrement fruité.

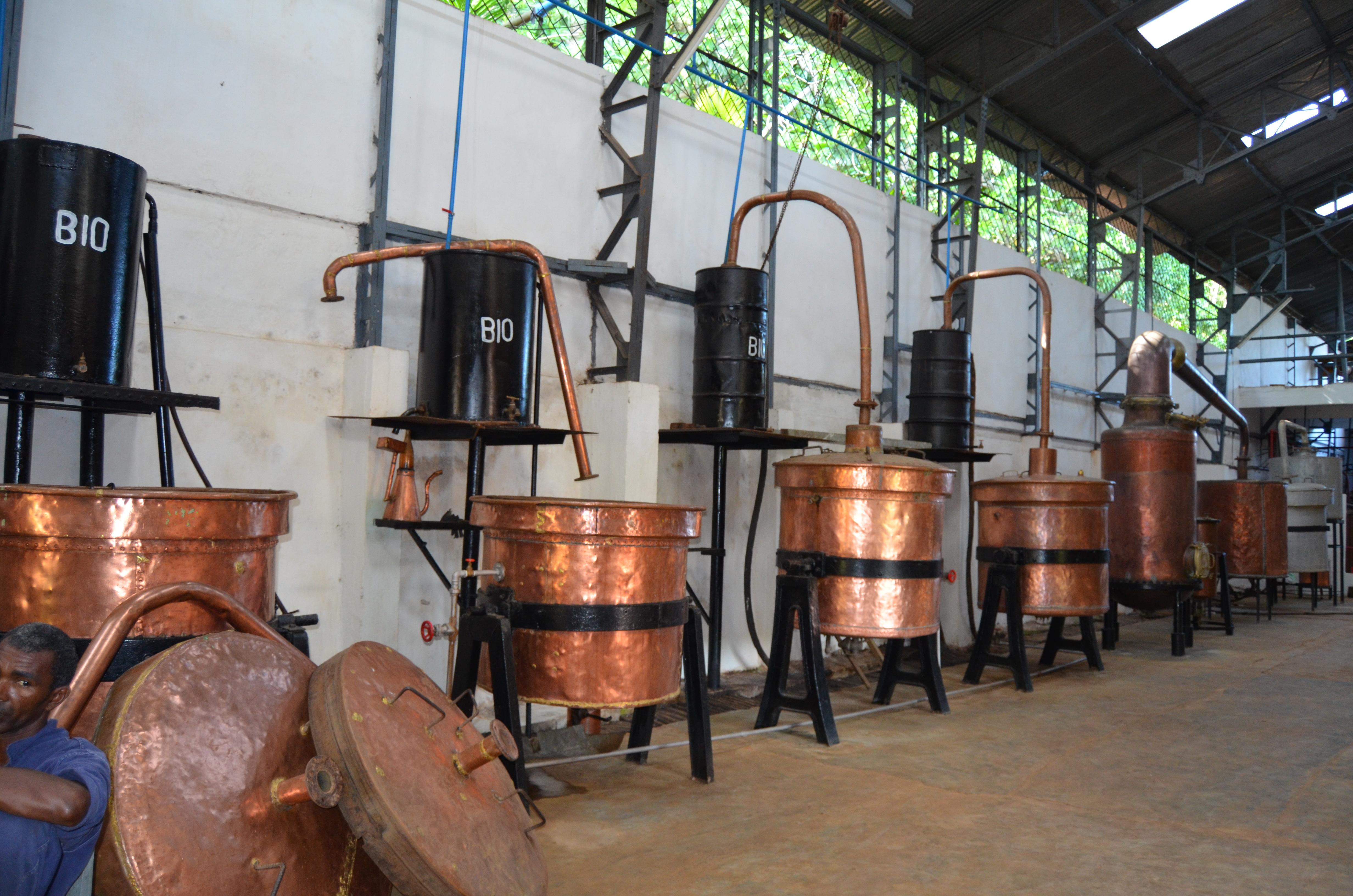
Alambics en cuivre servant à produire de l'huile essentielle d'ylang-ylang à Nosy Be (Madagascar).

L’essence d’ylang-ylang est destinée à la préparation de certains parfums de luxe, de produits cosmétiques et de produits destinés à l’aromathérapie.
Cette essence est rendue célèbre en 1926 par Coco Chanel avec le parfum Bois des Îles puis en 1938 par Jean Patou avec Joy. Elle entre aujourd'hui dans la formule de nombreux parfums, comme Chanel No 5 par exemple.
En aromathérapie, l'ylang est considéré comme sédatif, antiseptique, hypotensif et réputé aphrodisiaque,.
En Asie du sud-est, l'huile d'ylang-ylang sert à aromatiser les bonbons, les glaces, les boissons et le chewing-gum. Comme additif alimentaire, elle ne présente pas de risque pour la santé aux doses recommandées.

## Ylang-ylang dans l'art et la culture

### Traditions
En Indonésie, des fleurs d'ylang-ylang sont répandues sur la couche des jeunes mariés.
Aux Philippines, ces mêmes fleurs tressées avec des fleurs de sampaguita servent à confectionner des colliers portés par les femmes ou disposés autour d'images saintes.
A Mayotte, où l'ylang-ylang a longtemps représenté l'économie centrale de l'île, les fleurs d'ylang demeurent très utilisées aussi bien telles quelles pour parfumer une pièce ou agrémenter une parure féminine, et la fleur d'ylang, symbole de l'île, est un motif extrêmement populaire sur les tissus locaux.

### Armoiries
Les armoiries de Mayotte, adoptées en 1982, comprennent deux fleurs d'ylang-ylang sur l'écu central.

### Fiction
Le romancier belge Henri Vernes a baptisé Miss Ylang-Ylang l'un de ses personnages féminins, adversaire de Bob Morane dans plusieurs des romans de la série.

## Faux ylang-ylang
On  a commercialisé, sous le nom d'ylang-ylang ou, plus justement de faux ylang-ylang, une huile essentielle extraite d’Artabotrys odoratissimus (en), une autre plante de la famille des Annonacées.